# Tren ligero de Newcastle
El Tren ligero de Newcastle es un sistema de tren ligero en Newcastle, Australia. La construcción principal comenzó en septiembre de 2017 y la línea se inauguró el 17 de febrero de 2019. Está operado por Newcastle Transport, un operador de transporte público local.

## Historia
Durante décadas, la línea de ferrocarril de Newcastle había sido considerada por algunos como un impedimento para la reurbanización del distrito central de negocios de Newcastle, con muchas propuestas para su cierre.
En diciembre de 2012, el Gobierno de Nueva Gales del Sur anunció su intención de cerrar la línea al este de Wickham con el cierre de las estaciones de Wickham, Civic y Newcastle. La línea cerró entre las estaciones de Hamilton y Newcastle el 25 de diciembre de 2014. Junto a la antigua estación de Wickham se construyó una terminal permanente (Newcastle Interchange), que se inauguró el 15 de octubre de 2017.
Se plantearon dos opciones para el trazado del metro ligero: reutilizar el corredor del tren pesado o utilizar un trazado en superficie. En mayo de 2014, se anunció que se construiría una línea de metro ligero con un trazado predominantemente urbano. Se reutilizaron unos 500 m del corredor ferroviario existente al este de la estación de Wickham antes de que el metro ligero avanzara por las calles Scott y Hunter hasta terminar en Pacific Park, en el este de Newcastle.
La construcción del metro ligero se completó a finales de septiembre de 2018. El 17 de febrero de 2019 se celebró una jornada de puertas abiertas comunitaria gratuita para el público y los servicios regulares comenzaron al día siguiente.

## Operación
Los servicios son operados por Newcastle Transport.
Una flota de seis tranvías Urbos 100 presta el servicio. Los tranvías constan de cinco módulos y miden 32,966 metros (108 pies 1,9 pulgadas) de largo. Los tranvías se adquirieron ejerciendo una opción dentro del contrato de material rodante del Inner West Light Rail de Sídney. La variante de Newcastle de los vehículos incluye tecnología que permite el funcionamiento sin cables, soportes para tablas de surf a bordo y una librea diferente.